# Bernardin Matam
Pour les articles homonymes, voir Matam.
Bernardin Kingue Matam, né le 20 mai 1990 à Yaoundé, est un haltérophile camerounais, naturalisé français le 11 juillet 2011.

## Carrière
Il participe en 2012 à Londres à ses premiers Jeux olympiques. Il est éliminé après une blessure aux adducteurs au début de la compétition.

## Palmarès

### Haltérophilie aux Jeux olympiques
- Jeux olympiques de Londres 2012 : sélectionné - abandon après l'épreuve d'arraché en -69 kg
- Jeux olympiques de Rio 2016 : 7e place en -69 kg[3]

### Championnats d'Europe d'haltérophilie
- Championnats d'Europe d'haltérophilie 2012 à Antalya, Turquie:  Médaille de bronze en moins de 69 kg.
- Championnats d'Europe d’haltérophilie 2013 à Tirana, Albanie:  Médaille de bronze en moins de 69 kg.
- Championnats d'Europe d’haltérophilie 2015 à Tbilissi, Géorgie:  Médaille de bronze en moins de 69 kg.
- Championnats d'Europe d'haltérophilie 2017 à Split, Croatie :  Médaille d'or en moins de 69 kg et à l'épaule et jeté.
- Championnats d'Europe d'haltérophilie 2019 à Batoumi, Géorgie :  Médaille d'or en moins de 67 kg et à l'épaule et jeté.

### Championnats d'Afrique d'haltérophilie
- Championnats d'Afrique d'haltérophilie 2008 à Strand:  Médaille de bronze en moins de 69 kg.

### Jeux africains
- Jeux africains de 2007 à Alger:  Médaille de bronze en moins de 69 kg (médaille d'or à l'arraché et médaille de bronze à l'épaulé-jeté).

### Championnats du monde d'haltérophilie
- Championnats du monde d'haltérophilie 2011 à Paris, France : 7e place
- Championnats du monde d'haltérophilie 2013 à Wroclaw, Pologne : 8e place
- Championnats du monde d'haltérophilie 2014 à Almaty, Kazakhstan : 8e place

### Championnats du monde universitaire d’haltérophilie
- Championnats du monde universitaire en 2013 à Kazan, Russie:  Médaille d'argent
- Championnats du monde universitaire en 2014 à Chiang Mai, Thailande:  Médaille d'or

## Famille
Bernard Matam fait partie d'une fratrie de 14 frères et sœurs, dont onze font de l'haltérophilie, parmi lesquels ses frères Alphonse, David et Samson,.